# Сандовал, Хайро Мора

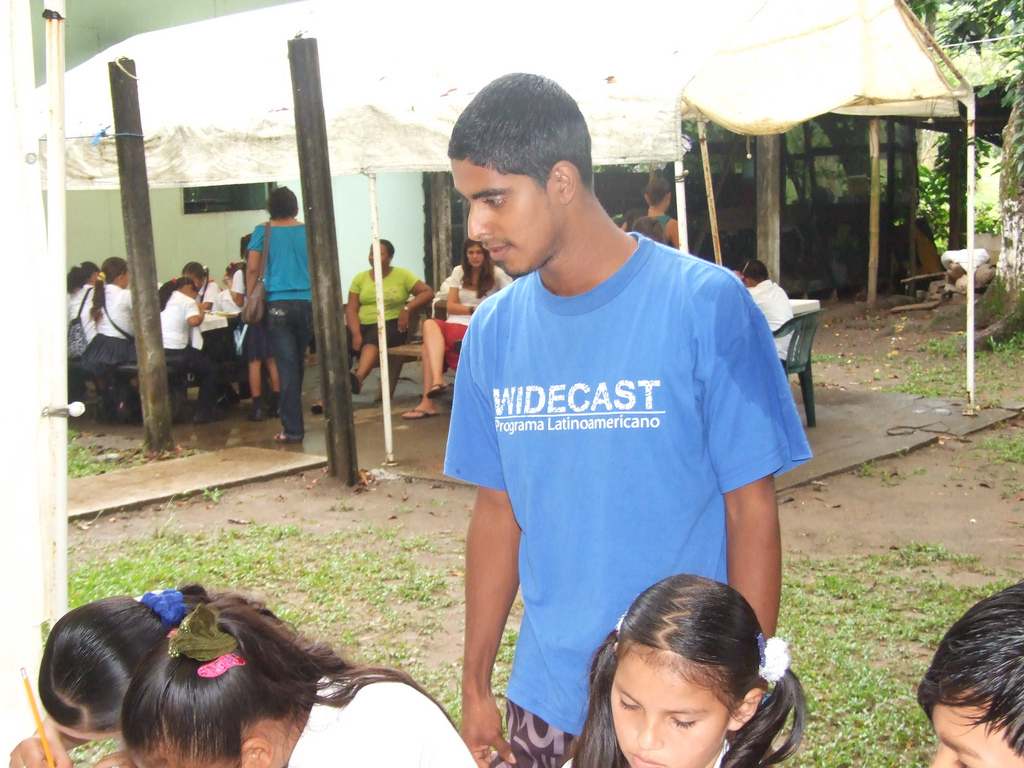
Хайро Мора Сандовал, август 2010

Хайро Мора Сандовал (исп. Jairo Mora Sandoval; 22 марта 1987, Лимон — 31 мая 2013, провинция Лимон) — коста-риканский эко-активист, убитый браконьерами на пляже в 170 км к востоку от столицы страны Сан-Хосе, где он защищал кладки яиц кожистой черепахи.
Мора регулярно выступал волонтёром от организации по охране морских черепах в центральной Америке. Организация получала угрозы от браконьеров, поскольку яйца черепах являются выгодным товаром, пользующимся популярностью как афродизиак. В 2012 Мора, а также Ванесса Лисано, возглавлявшая местную группу экологов-активистов, получали личные угрозы.

Хайро вышел патрулировать берег вместе с другими добровольцами, когда на них напали вооруженные люди. Они хотели добраться именно до него, потому что он взял на себя охрану кладок яиц.
— Ванесса Лисано, владелица заповедника для черепах
Во время убийства на побережье дежурили пятеро полицейских, и у Мора была установлена с ними радиосвязь. Примерно за час до убийства контакт был возобновлён, сигналов о бедствии не поступало.
Убийство получило большой резонанс, парламент страны открыл слушания о реформировании природоохранной полиции. 4 июня, на встрече с активистами, министр по охране окружающей среды подписал план по созданию заповедника, носящего имя Моры Сандовала.